# Apollo Crews
Sesugh Uhaa (Sacramento, California, 22 de agosto de 1987), es un luchador profesional estadounidense. Actualmente trabaja para la empresa WWE, donde se presenta en la marca SmackDown bajo el nombre de Apollo Crews.
Comenzó su carrera como luchador en 2009, trabajando originalmente bajo el nombre de Uhaa Nation, siendo más reconocido en el año 2011, cuándo firmó contrato con la promoción Dragon Gate USA, lo que le permitió realizar viajes a Japón para trabajar por dicha empresa. En 2015, Uhaa firmó contrato con la WWE siendo asignado al territorio en desarrollo NXT, recibiendo el nombre artístico Apollo Crews. Fue promovido al roster principal de la WWE el 4 de abril de 2016.

## Primeros años
Uhaa nació en Sacramento, California, pero fue criado en Atlanta, Georgia donde comenzaría a demostrar amor por la lucha libre, convirtiéndose en fanático de los luchadores Stone Cold Steve Austin, The Rock y especialmente de Kurt Angle. Asistió a una escuela militar donde practicó varios deportes, incluyendo la lucha amateur, fútbol, fútbol americano y atletismo en la especialidad en pruebas de velocidad, usando estas especialidades para "alejarse de la vida militar". Mientras continuaba entrenando en la escuela militar, se le concedió el apodo de "Uhaa Nation", cuando su entrenador notó que él solo era "fuerte como una nación entera".

## Carrera

### Carrera temprana
En 2009, Uhaa comenzó a entrenar lucha libre profesional bajo Curtis "Sr." Hughes en su escuela de entrenamiento de la promoción World Wrestling Alliance 4 (WWA4) en Atlanta. Después de debutar como luchador bajo el nombre de Uhaa Nation el 17 de agosto de 2009, pasó más de un año trabajando principalmente para pequeñas promociones en el circuito independiente georgiano, pero también realizó viajes a Pro Wrestling Alliance (PWA) con sede en Texas, Texas. Phenix City, Alabama Great Championship Wrestling (GCW), a menudo trabajando con su compañero WWA4 aprendiz AR Fox.

### Dragon Gate y afiliados (2011-2015)
El 9 de septiembre de 2011, Uhaa participó en un seminario de prueba realizado por la promoción Dragon Gate USA. Inmediatamente fue contratado para las apariciones no solo de Dragon Gate USA, sino también de su promoción para padres, Dragon Gate, y de las afiliadas cercanas Evolve y Full Impact Pro (FIP). Hizo su debut en la lucha libre para Dragon Gate USA más tarde ese mismo día, derrotando a Aaron Draven en un partido de squash. Uhaa hizo su debut de pago por evento al día siguiente en Untouchable 2011, donde respondió al desafío abierto de Brodie Lee y lo dominó, antes de que Lee dejara el área de ringside. Al día siguiente, en el programa de pay-per-view de Ronin 2011, Uhaa derrotó a Facade, Flip Kendrick y Sugar Dunkerton en un combate a cuatro bandas. El 29 de octubre, Uhaa hizo su primera aparición para Full Impact Pro, cuando derrotó a Jake Manning por el FIP Florida Heritage Championship. Uhaa luego entró en una historia, donde diferentes establos de Dragon Gate USA intentaron reclutarlo para unirse a ellos. El 30 de noviembre, Uhaa debutó en Japón con Dragon Gate, durante un evento producido por el villano Blood Warriors estable. Uhaa derrotó a Kotoka en un combate que duró 99 segundos, estableciéndose como el miembro más nuevo de Blood Warriors en el proceso. Durante el resto de la gira, que duró hasta el 25 de diciembre, Uhaa trabajó junto a la cuadra de Blood Warriors, ganando cada uno de sus partidos. A finales de 2011, Dragon Gate USA nombró a Uhaa el Mejor Recién Llegado del año. También finalizó segundo detrás de Daichi Hashimoto en la categoría de galardón del Boletín de Observer de lucha libre para el Novato del Año.
A su regreso a los Estados Unidos, Uhaa hizo su debut para Evolve el 14 de enero de 2012, con una victoria sobre Pinkie Sánchez. Cuando en el mes de marzo siguiente, Akira Tozawa asumió el liderazgo de Blood Warriors de Cima y renombró al grupo Mad Blankey, Uhaa Nation siguió al establo rebautizado. El 29 de marzo, Uhaa hizo su primera aparición representando a Mad Blankey, cuando él y sus compañeros de establo Akira Tozawa y BxB Hulk derrotaron a Ronin (Chuck Taylor, Johnny Gargano y Rich Swann) y D.U.F. (Arik Cannon, Pinkie Sanchez y Sami Callihan) en un partido de tríos de tres vías. Sin embargo, durante el partido, Uhaa sufrió una lesión en la rodilla, que, según su médico, podría dejarlo fuera de juego hasta por un año. Uhaa regresó al ring el 1 de febrero de 2013, en Everything Burns iPPV de Full Impact Pro, donde defendió con éxito el FIP Florida Heritage Championship contra Chasyn Rance. El 2 de marzo, Uhaa regresó a Japón y a Dragon Gate, cuando él y BxB Hulk derrotaron a Don Fujii y Masaaki Mochizuki para el Open the Twin Gate Championship. Perdieron el título ante Shingo Takagi y Yamato el 5 de mayo. El 11 de mayo, Uhaa fue atrapado por primera vez en un anillo de Dragon Gate, cuando fue eliminado por Jimmy Susumu en la primera ronda del torneo King of Gate 2013. El 28 de julio en Enter the Dragon 2013, el cuarto aniversario de Dragon Gate USA, Uhaa sufrió su primera derrota por pinfall en la promoción, cuando fue derrotado por Anthony Nese. El 9 de agosto, Uhaa perdió el FIP Florida Heritage Championship ante Gran Akuma. De vuelta en Dragon Gate, Mad Blankey recurrió a la Nación Uhaa el 30 de agosto, después de que se negó a luchar contra Akira Tozawa, quien recientemente había sido expulsado del grupo. Uhaa luego formó una nueva asociación con Tozawa y Shingo Takagi. El 12 de septiembre, los tres se unieron a Masato Yoshino, Ricochet y Shachihoko Boy para formar un nuevo establo, que fue el 6 de octubre llamado Monster Express.

### WWE (2015-presente)

#### NXT Wrestling (2014-2016)
En octubre de 2014, Uhaa recibió una oferta de contrato por la WWE para trabajar en su territorio de desarrollo NXT. Fue solo desde el 31 de diciembre de 2014, que múltiples reportes hablarían de la llegada de Uhaa al territorio, y de sus términos de contrato con la empresa. El 6 de abril de 2015, Uhaa se incorporó al WWE Performance Center, un complejo que sirve para entrenar a los luchadores en desarrollo. La WWE anunció oficialmente que Uhaa era parte de los nuevos reclutas de NXT el 13 de abril. Uhaa hizo su debut televisivo el 6 de mayo en un episodio de NXT, firmando un contrato con la marca en un segmento con el Gerente General William Regal. Todo fue seguido con videos promocionales de su llegada a NXT. Uhaa comenzó a trabajar en los NXT house shows el mes siguiente, manteniendo el nombre de Uhaa Nation como nombre artístico.
El 5 de agosto, se anunció que Uhaa comenzaría a presentarse bajo el nombre de Apollo Crews, en donde realizaría su debut televisivo el 22 de agosto en NXT TakeOver: Brooklyn. Sin embargo, Crews hizo su debut en las grabaciones del 13 de agosto, el cual salió después de NXT TakeOver: Brooklyn, derrotando a Martin Stone. En NXT TakeOver: Brooklyn, Crews derrotó a Tye Dillinger en su lucha debut oficial. En las grabaciones del 8 de octubre de NXT, Crews ganó una batalla real para convertirse en el contendiente número uno al Campeonato de NXT. Crews recibió su oportunidad titular ante Finn Bálor el 22 de octubre. Crews ganó su combate pero por descalificación, por lo que Bálor retuvo su campeonato, cuando este último fue atacado por Baron Corbin, quien hizo un intento de venganza por haber sido eliminado por Crews en la batalla real. La rivalidad entre Crews y Corbin fue llevada a un combate el 16 de diciembre en NXT TakeOver: London, el cual fue ganado por Corbin. Crews tuvo un pequeño feudo con Elias Samson luego de haber salvado a Johnny Gargano de un ataque de Elias el 23 de marzo en NXT. Ambos tuvieron una lucha el 6 de abril en NXT, el cual fue ganado por Crews.

#### 2016-2017

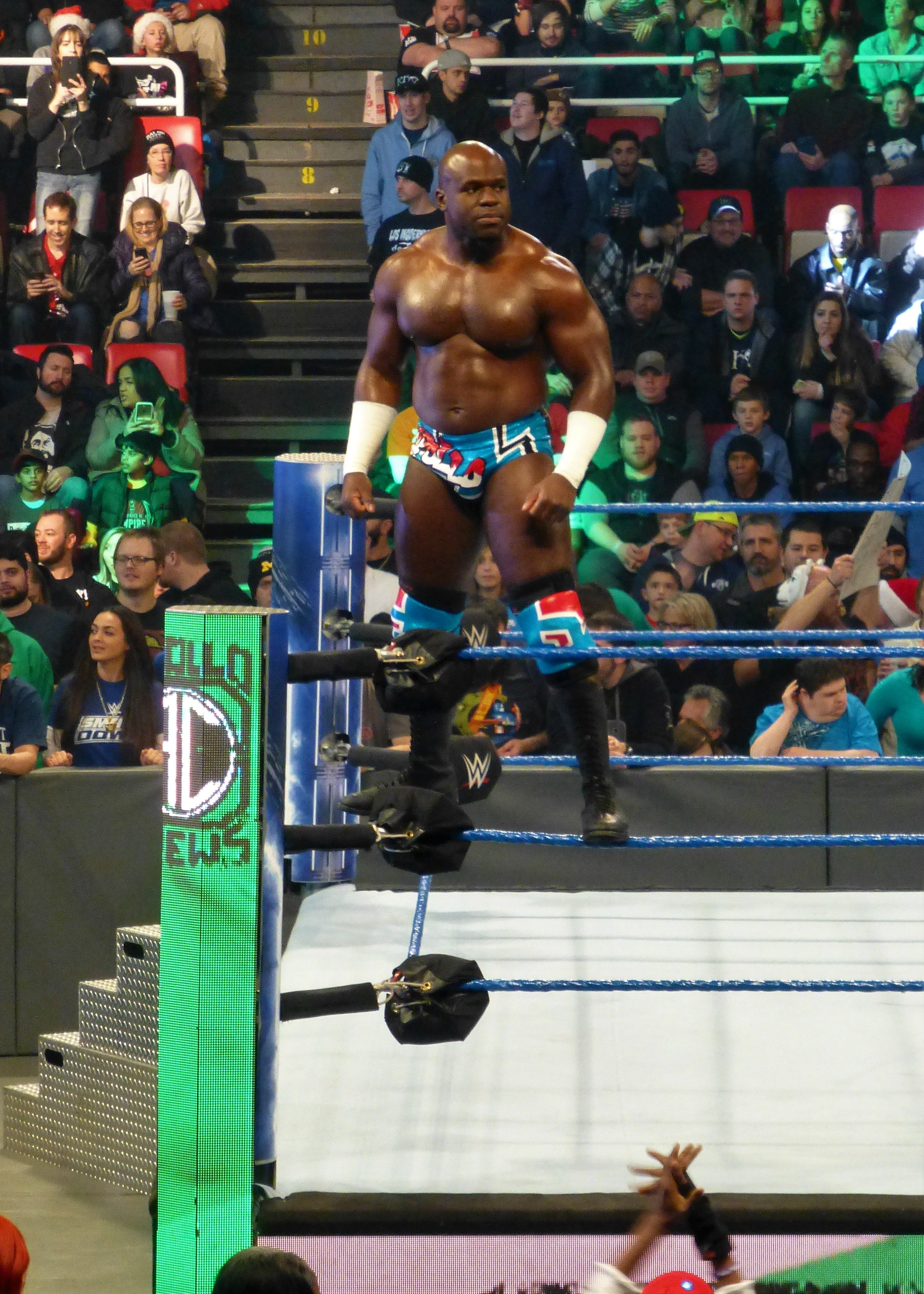
Crews en diciembre de 2016.

El 4 de abril de 2016, Crews hizo su debut como face en el roster principal en Raw en una lucha donde venció a Tyler Breeze. Crews entró en un feudo con The Social Outcasts logrando derrotar a todos los miembros del equipo, acumulando victorias sobre luchadores como Curtis Axel y Adam Rose. El 18 de abril en Raw, Crews accedió a la petición del líder de The Social Outcasts, Heath Slater, de unirse al equipo en caso de ser derrotado una vez más por uno de los miembros del stable, logrando derrotar a Slater esa misma noche. Crews sufrió su primera derrota el 23 de mayo en Raw perdiendo ante Chris Jericho, lucha válida por un cupo para luchar por el Money in the Bank Ladder Match para el evento Money in the Bank. Previamente a su lucha, Crews sufrió un ataque por parte de Sheamus, iniciando un feudo con este último. En el evento Money in the Bank, Crew logró derrotar a Sheamus en su primera aparición en un evento de pago por visión. Sin embargo, fue derrotado por Sheamus por cuenta fuera el 23 de junio en SmackDown.
El 19 de julio en el episodio especial de SmackDown, Crews fue enviado a la marca del programa antes mencionado siendo promovido en la nueva extensión de bandos, siendo escogido por la nueva autoridad de la marca en el Draft 2016. El 26 de julio en SmackDown, Crews logró ganar una batalla real para ganarse un puesto de entre seis luchadores, de los cuales el ganador enfrentará al Campeón Mundial de la WWE, Dean Ambrose. Esa misma noche, Crews compitió pero no logró ganar la lucha, siendo Dolph Ziggler el ganador del Six-Pack Challenge en donde también participaron AJ Styles, Baron Corbin, Bray Wyatt y John Cena. La semana siguiente, Crews derrotó a Baron Corbin y Kalisto para convertirse en el contendiente número uno al Campeonato Intercontinental de The Miz en el evento SummerSlam. Sin embargo, fue derrotado por The Miz en el evento. En el Kick-Off de Backlash Crews fue vencido por Baron Corbin. En el Kick-Off de TLC: Tables, Ladders & Chairs Crews derrotó junto con The Hype Bros & American Alpha a Curt Hawkins, The Vaudevillains & The Ascension. En Tribute to the Troops Crews derrotó a The Miz en una lucha sin el Campeonato Intercontinental en juego. Sin embargo, debido a esa victoria, Crews obtuvo una oportunidad por el título el 20 de diciembre en SmackDown, pero The Miz logró retener el campeonato en la lucha.

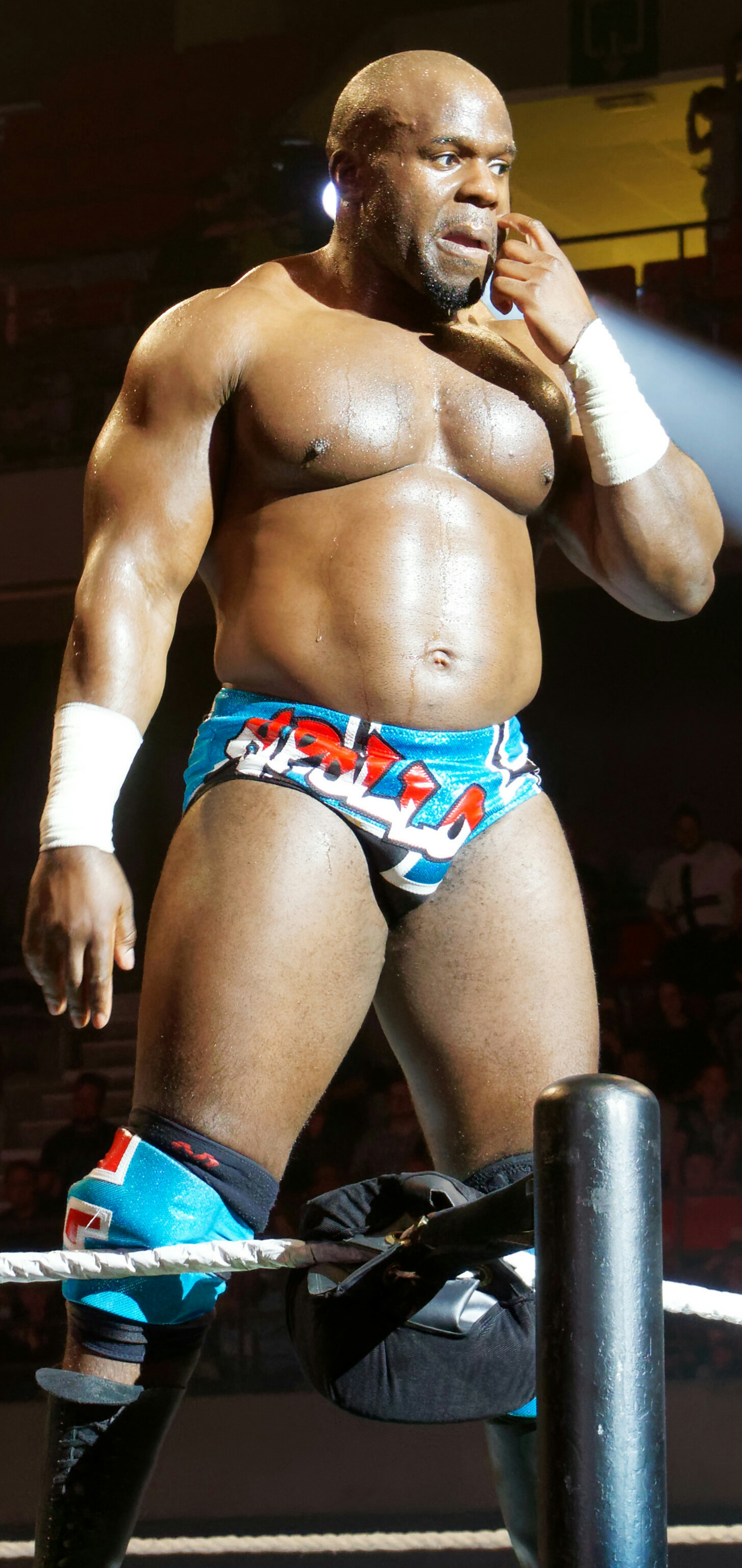
Crews en mayo de 2017.

El 29 de enero en Royal Rumble Crews participó en su primer Royal Rumble Match con el #22, pero fue eliminado por Luke Harper. A principios de año, Crews se asoció con Kalisto durante un feudo con Dolph Ziggler, después de que Ziggler los haya atacado con una silla en una edición de SmackDown. En Elimination Chamber Crews & Kalisto derrotaron a Ziggler en un 2-on-1 Handicap Match. Sin embargo después de la lucha, Ziggler los atacó una vez más con una silla, terminando el ataque con Ziggler pisoteando el tobillo de Crews después de haberle colocado una silla en él. Esto los condujo a un Chairs Match el 28 de febrero en SmackDown, en donde Ziggler salió victorioso. En el Kick-Off de WrestleMania 33 Crews participó en el André the Giant Memorial Battle Royal, sin embargo no logró ganar al ser el ganador Mojo Rawley.
El 10 de abril en Raw Crews fue transferido a dicha marca debido al Superstar Shake-Up. Poco después, Titus O'Neil le ofreció a Crews sus servicios de gestión. Después de afiliarse con O'Neil, Crews comenzó a mostrar arrogancia y una actitud de luchador heel, sobre todo al momento de burlarse y atacar a Enzo Amore el 15 de mayo en Raw. La semana siguiente, Kalisto confrontó a Crews debido a su alianza con "The Titus Brand", resultando de esto un combate entre ellos, el cual Crews perdió. En el Kick-Off de Extreme Rules, Crews fue derrotado por Kalisto. El 19 de junio en Raw Crews & O'Neil fueron vencidos por los Campeones en Parejas de Raw Sheamus & Cesaro. El 3 de julio en Raw, siguió siendo face durante un combate contra Braun Strowman, por quien fue vencido y metido dentro de una ambulancia a pesar de la ayuda de O'Neil. Durante ese tiempo, Akira Tozawa también se unió a la marca de Titus, ahora llamada Titus Worldwide. Poco después, comenzó un breve feudo con Elias. En No Mercy ambos se enfrentaron en un combate individual, siendo derrotado, al igual que al día siguiente y el 9 de octubre en Raw. El 27 de noviembre, O´Neil y Crews convencieron a Dana Brooke en unirse a Titus Worldwide.

#### 2018-2019

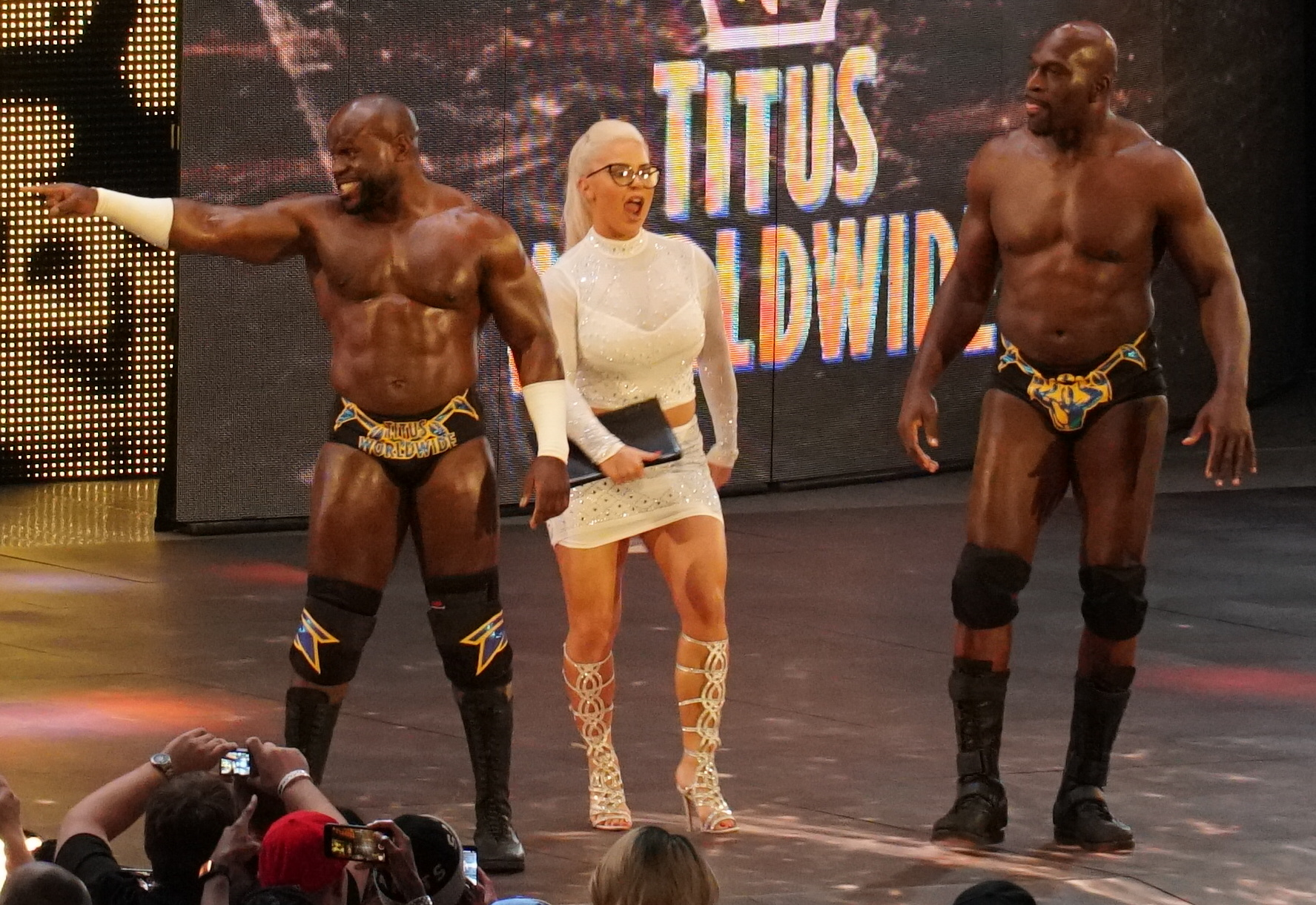
Crews (izquierda) junto a Dana Brooke y Titus O'Neil en abril de 2018.

El 8 y 15 de enero, Titus O'Neil y Crews, acompañados por Dana Brooke, derrotaron a Cesaro y Sheamus, ganando una oportunidad por los Campeonatos en Parejas de Raw. En Royal Rumble participó en el Royal Rumble Match, entrando como #13 y siendo eliminado por Cesaro. En el episodio del 29 de enero de Raw, Crews y O'Neil compitieron en una lucha contra Cesaro y Sheamus por los Campeonatos en Parejas de Raw, en un esfuerzo perdedor.  El 19 de febrero, su nombre se acortó a Apollo. Ese mismo día, Apollo y O'Neil derrotaron a Cesaro y Sheamus en una revancha por equipos sin los títulos en juego para ganar otra oportunidad por los Campeonatos. En Elimination Chamber, perdieron su contienda por los títulos contra Cesaro y Sheamus. La noche siguiente en Raw, compitieron en una lucha a 2 de 3 caídas por los títulos contra Cesaro y Sheamus, perdiendo 2-0 para terminar el combate. Durante el Mixed Match Challenge formó equipo con Nia Jax, pero fueron eliminados en la primera ronda por Bobby Roode y Charlotte Flair. En WrestleMania 34 participó en el Andre The Giant Memorial Battle Royal, pero fue eliminado por Dash Wilder y Scott Dawson. En el episodio del 16 de abril de Raw, Apollo revirtió a su nombre completo, Apollo Crews. En ese mismo evento, Titus O'Neil, Dana Brooke y Crews le ofrecieron a Dolph Ziggler unirse a Titus Worldwide, pero terminaron siendo atacados por él y Drew McIntyre. Tras esto, el 23 de abril se enfrentaron a ellos en un combate por equipos, siendo derrotados. En Greatest Royal Rumble participó en la mayor Royal Rumble de 50 hombres, ingresando como #33 y siendo eliminado por Randy Orton. El 3 de septiembre en Raw, acompañaron a Dana Brooke en su combate, sin embargo tras este, Brooke abandono el equipo debido a que un calentamiento durante la lucha fuera contraproducente. El 15 de octubre, Crews volvió como luchador individual interrumpiendo un segmento de Elias y posteriormente atacándole, disolviendo su alianza con Titus O'Neil. La semana siguiente se enfrentó a Elias, siendo derrotado. El 11 de diciembre se anunció que sería el nuevo compañero de Bayley en la segundo temporada del Mixed Match Challenge, sin embargo fueron eliminados por Alicia Fox y Jinder Mahal. El 31 de diciembre en Raw ganó un battle royal, convirtiéndose en el retador por el Campeonato Intercontinental. En ese mismo evento se enfrentó al campeón Dean Ambrose por el título, pero fue derrotado.
El 21 de enero en Raw, interrumpió un segmento del nuevo Campeón Intercontinental Bobby Lashley y Lio Rush, en donde fue atacado por Lashley, sin embargo, Crews logró revertir el ataque, dándose un combate entre ambos sin el título en juego, combate que perdió Crews. En Royal Rumble participó en el Royal Rumble Match entrando como #20 y siendo eliminado por Baron Corbin. En el Raw del 1 abril derrotó a Jinder Mahal en un Lumberjack Match, como un anticipó de que ganaría el Andre the Giant Memorial Battle Royal en WrestleMania 35. En WrestleMania 35 participó en el Andre The Giant Memorial Battle Royal, eliminando a Karl Anderson, pero fue eliminado por Andrade.
El 16 de abril, en el Superstars Shake-Up, fue trasladado a SmackDown. El 7 de junio en WWE Super Show-Down participó en el 50 Man Battle Royal, pero fue eliminado por Shinsuke Nakamura y Rusev. El 13 de junio hizo una aparición especial en NXT siendo derrotado por Kushida. Tras esto, en el SmackDown del 2 de julio, fue derrotado por Andrade, comenzando un feudo, la siguiente semana en SmackDown fue a buscar a Andrade en BackStage, pero se encontró con Zelina Vega, posteriormente fue atacado por Andrade, y la siguiente semana enen SmackDown, derrotó rápidamente a Andrade acabando el feudo, y la semana siguiente en SmackDown! fue derrotado por el Campeón Intercontinental Shinsuke Nakamura sin el título en juego. En el Kick-Off de SummerSlam se enfrentó a Buddy Murphy, pero el combate quedó sin resultado tras el ataque de Erick Rowan. En el SmackDown posterior, fue derrotado por Andrade en la primera ronda del torneo del King Of The Ring. En el Kick-Off de Crown Jewel participó en un 20-Man Battle Royal para convertirse en el retador #1 al Campeonato de los Estados Unidos, pero fue eliminado por Luke Harper.

#### 2020-2021
Comenzando el 2020, en SmackDown del 7 de febrero, fue derrotado por Sheamus, aliándose con Shorty G en el feudo contra Sheamus, la siguiente semana en SmackDown!, junto a Shorty G fueron derrotados por Sheamus en un 2-On-1 Handicap Match, luego en BackStage se molesto con Shorty G debido a que no pudo derrotar a Sheamus, en el SmackDown del 7 de marzo fue rápidamente derrotado por Sheamus.
En el Raw posterior a Wrestlemania 36, fue derrotado por Aleister Black en un combate de casi una hora, siendo oficialmente miembro de Raw, luego en Raw derrotó a MVP, clasificando al Men's Money In The Bank Ladder Match en Money In The Bank, en el Raw del 27 de abril, junto a Rey Mysterio & Aleister Black derrotaron a Andrade, Angel Garza & Austin Theory, cubriendo a Andrade, esto provocó que en esa misma noche se enfrentará a Andrade por el Campeonato de los Estados Unidos, sin embargo perdió debido a que sufrió una lesión en el pie y se detuvo el combate, con Andrade reteniendo el título, mientras que Crews fue sacado del combate en Money In The Bank por su lesión.
Regresó en segmento de Kevin Owens, "K.O Show" en el Raw del 18 de mayo, atacando junto a Owens al Campeón de los Estados Unidos Andrade, Angel Garza & Austin Theory, enfrentándose junto a Kevin Owen a Angel Garza & Austin Theory, derrotando a Garza & Theory, más tarde esa noche en Raw, se anunció que Crews se enfrentaría a Andrade por el Campeonato de los Estados Unidos la próxima semana en Raw. En el Raw 25 de mayo derrotó a Andrade y ganó el Campeonato de los Estados Unidos siendo el primer título que logra en la WWE, la siguiente semana en Raw, se enfrentó a Kevin Owens por el Campeonato de los Estados Unidos de la WWE, sin embargo terminó sin resultado debido al ataque de Andrade & Angel Garza, enfrentándose a Andrade & Angel Garza, donde Crews & Owens ganaron. En el Kick-Off de Backlash, derrotó a Andrade y retuvo el Campeonato de los Estados Unidos de la WWE, terminando así su feudo contra Andrade, a la noche siguiente en Raw derrotó a Shelton Benjamin en un combate no titular. En el Kick-Off de SummerSlam, derrotó a M.V.P y retuvo el Campeonato de los Estados Unidos de la WWE. En Payback, fue derrotado por Bobby Lashley perdiendo el Campeonato de los Estados Unidos de la WWE, terminando así un reinado de días. En Clash Of Champions, se enfrentó a Bobby Lashley por el Campeonato de los Estados Unidos de la WWE, sin embargo perdió.
En el SmackDown! del 13 de noviembre, se enfrentó a Sami Zayn por el Campeonato Intercontinental de la WWE, sin embargo perdió por cuenta de 10 afuera del ring. En el Kick-Off de Survivor Series, formando como parte de Team SmackDown participó en la Dual Brand Battle Royal, eliminando a Shelton Benjamin, sin embargo fue eliminado por Shinsuke Nakamura.
Comenzando el 2021, en el SmackDown! del 1 de enero, después del combate entre Big E contra King Corbin terminará sin resultado debido a la interferencia de Sami Zayn, salió al ring para apoyar a Big E, posteriormente, junto a Big E derrotaron a King Corbin & Sami Zayn, después del combate en backstage, le dijo a Big E que aceptaría su reto abierto por el Campeonato Intercontinental de la WWE, la siguiente semana en SmackDown, se enfrentó a Apollo Crews por el Campeonato Intercontinental de la WWE, sin embargo terminaron sin resultado, debido a la interferencia de Sami Zayn, en el SmackDown, del 5 de febrero, se enfrentó a Big E y a Sami Zayn en un Triple Threat Match por el Campeonato Intercontinental de la WWE, después del combate salió frustrado, la siguiente semana en SmackDown, interrumpió al Campeón Intercontinental de la WWE Big E para aceptar el reto abierto por el Campeonato Intercontinental de la WWE, pero Big E se lo negó debido a que ya lo derroto y era el momento de otra superestrella siendo Shinsuke Nakamura, durante el combate se mantuvo en la mesa de comentaristas, pero atacaría a Big E, para que Big E retuviera por descalificación, cambiando a Heel por primera vez en su carrera, la siguiente semana en SmackDown, fue derrotado por Shinsuke Nakamura, después del combate, atacó a Nakamura, sin embargo fue detenido por Big E pero igualmente lo atacó por la espalda con un escalón metálico, también se lo tiró a su espalda desde el ring, haciendo que Big E fuera sacado en camilla. en el SmackDown! del 12 de marzo, atacó al Campeón Intercontinental de la WWE Big E, seguido también con los escalones metálicos, tras esto, en backstage aceptó el reto de Big E por el Campeonato Intercontinental de la WWE para Fastlane. En Fastlane, se enfrentó a Big E por el Campeonato Intercontinental de la WWE, sin embargo perdió, después del combate, atacó a Big E. 5 días después en SmackDown, junto a Chad Gable & Otis derrotaron a Big E & The Street Profits (Angelo Dawkins & Montez Ford), la siguiente semana en SmackDown!, anunció que se enfrentará a Big E en un Nigerian Drum Fight por el Campeonato Intercontinental de la WWE en WrestleMania 37.
En Survivor Series, participó en el 25-Man Dual Brand Battle Royal en conmemoración a los 25 años de carrera de The Rock, sin embargo fue eliminado por Omos.
En Main Event emitido el 7 de abril, derrotó a un competidor local.

#### Regreso a NXT 2.0 (2022-presente)
Después de no ser utilizado en televisión durante todo ese tiempo, Crews hizo su regreso a NXT en el episodio del 8 de junio después de estar en el roster principal durante seis años, confirmando que regresará a tiempo completo para enfrentarse a los nuevos talentos de la marca, dejando atrás su gimnick de luchador nigeriano y respondiendo al reto abierto de Bron Breaker por el Campeonato de NXT, lo que lo convirtió en face nuevamente. Esa misma noche, se asoció con Solo Sikoa para enfrentarse ante Carmelo Hayes y Grayson Waller en un Tag Team Match, donde salieron victoriosos y siendo su primera victoria desde su regreso a la marca amarilla.

## Vida personal
Uhaa es de ascendencia Nigeriana. Su padre es del estado de Benue de una de las regiones de Nigeria. Uhaa es amigo cercano de los luchadores profesionales como Kevin Owens, Finn Bálor, Chris Masters y Ricochet. Uhaa tiene una hermana, quien está en el Ejército de los Estados Unidos y está residiendo en San Antonio, Texas. Uhaa vivía en Orlando, Florida, en donde fue compañero de cuarto con los luchadores Ricochet y Tessa Blanchard.

## Campeonatos y logros
- Dragon Gate
  - Open the Twin Gate Championship (1 vez) – con BxB Hulk[4]
- Dragon Gate USA
  - Best Newcomer (2011)
- Full Impact Pro
  - FIP Florida Heritage Championship (1 vez)[4]
- Great Championship Wrestling
  - GCW Heavyweight Championship (1 vez)[4]
- Preston City Wrestling
  - PCW Heavyweight Championship (1 vez)[56]
- WWE
  - WWE Intercontinental Championship (1 vez)
  - WWE United States Championship (1 vez)
- Pro Wrestling Illustrated
  - Situado en el N.º 155 en los PWI 500 de 2012[57]
  - Situado en el N.º 244 en los PWI 500 de 2013[58]
  - Situado en el N.º 208 en los PWI 500 de 2014[59]
  - Situado en el N.º 197 en los PWI 500 de 2015[60]
  - Situado en el N.º 72 en los PWI 500 de 2016[61]
  - Situado en el N.º 130 en los PWI 500 de 2017[62]
  - Situado en el N.º 160 en los PWI 500 de 2018
  - Situado en el N.º 130 en los PWI 500 de 2019.
  - Situado en el N.º 82 en los PWI 500 de 2020.
  - Situado en el N.º 65 en los PWI 500 de 2021[63]
  - Situado en el N.º 423 en los PWI 500 de 2022